# Combs College of Music
Le Combs College of Music est une école de musique américaine fondée à Philadelphie en 1885 sous le nom de Combs Broad Street Conservatory of Music par le musicien Gilbert Raynolds Combs.
Elle ferme ses portes en 1990.

## Histoire
L'établissement compte parmi ses enseignants des musiciens célèbres tels que Leopold Godowsky, Hugh Archibald Clark et Henry Schradieck. En 1908, le collège reçoit une charte pour décerner des diplômes universitaires en musique. Le nom du collège est changé en 1933 en Combs College of Music. Combs a été le premier collège de musique à avoir des dortoirs et des étudiants étrangers. En 1954, Helen Behr Braun, diplômée du Combs Broad Street Conservatory et violoniste de concert, succède à Combs à la présidence. Sous sa direction, une faculté d'ampleur est réunie, qui comprend Jean Casadesus, Leo Ornstein, l'Orchestre de Philadelphie, Jacob Krachmalnick, Carl Torello et William Kincaid, le musicologue Guy Marriner ou encore le compositeur Romeo Cascarino (en).
Une liste partielle des professeurs notables des années 1970 et 1980 compte également l'équipe de duo-piano de Toni et Rosi Grunschlag, les interprètes et pédagogues Jacob Neupauer, Michael Guerra, Donald Reinhardt, Anthony Weigand, Romeo Cascarino, Dolores Ferraro, Frank Versaci, Joseph Primavera, Keith Chapman, Morton Berger, Howard Haines, William Fabrizio et John McIntyre. Dès 1954, Helen Braun emploie la musique comme thérapie. Le collège s'engage dans de nombreux projets de recherche pionniers. Un des projets, parrainé par la Fondation Rudolf Steiner, a envoyé le compositeur et ancien élève de Combs Paul Nordoff (en) en Angleterre et en Écosse pour étudier l'utilisation de la musique pour les enfants ayant des besoins spéciaux. Avec Clive Robbins, Nordoff lance un programme unique de musicothérapie, largement reconnu pour ses résultats innovants et efficaces. Avec les enseignements de Nordoff comme base, Combs a été le premier collège de la région de Philadelphie à offrir un programme éducatif en musicothérapie. De nombreux praticiens de premier plan dans ce domaine y ont obtenu leur diplôme.
Le collège déménage du centre-ville au quartier West Mount Airy et occupe de nombreuses maisons dans la section Pelham en 1964, agrandissant le campus et ajoutant des dortoirs. En 1984, il s'installe dans un nouveau campus de 38 acres (150 000 m2) à Radnor en Pennsylvanie. Juste avant ce déménagement, l'opéra William Penn de Romeo Cascarino attire l'attention internationale. Parrainé par le collège et le William Penn Opera Committee en coopération avec la Century IV Celebration, il est monté et joué avec succès à l'Academy of Music de Philadelphie en 1982.
Le collège revient à Philadelphie en 1987 sur le campus du Spring Garden College (en). Il connaît alors des difficultés financières. En 1990, le conseil d'administration prend la décision de fermer ses portes.

## Affiliations
- National Association of Schools of Music (en)
- Middle States Association of Colleges and Schools (en)
- The National Association for Music Therapy
- The American Association of Music Therapy
- Pennsylvania Department of Education (en)

## Anciens élèves
- Stanley Branche (en)
- John Coltrane
- Marc Copland
- Khan Jamal
- Gail Levin
- Robert Manno (en)
- Vincent Persichetti
- Paul Specht

### Diplômés
- Marian Anderson
- Samuel Barber
- Harold Boatrite (en)
- Pearl Buck
- Romeo Cascarino (en)
- Mischa Elman
- Thacher Longstreth (en)
- Paul Nordoff (en)
- Temple Painter (en)
- Vincent Persichetti
- Leopold Stokowski
- Mary Louise Curtis Bok Zimbalist (en)